# Rinaldo Lopes Costa
Rinaldo Lopes Costa, mais conhecido como Badico (Bagé, 31 de julho de 1968), é um treinador e ex-futebolista brasileiro. Atualmente, em setembro de 2021 treina o Guarany Futebol Clube, da cidade de Bagé-RS.
Badico jogou nos juniores do São Paulo, ao lado de Müller, Silas, entre outros jogadores. No futebol profissional, foi contratado pelo Bagé, clube pelo qual marcou 14 gols. Depois disso, atuou em diversos clubes, entre eles Rio-Grandense, Cruzeiro de Santiago (onde foi artilheiro do Campeonato Gaúcho da Segunda Divisão em 1989), Internacional de Porto Alegre (onde ficou parado por 7 meses, após sofrer uma fratura no tornozelo em partida contra o Novo Hamburgo), Ypiranga de Erechim, São Paulo de Rio Grande, São José-SP, Brasil de Pelotas, Pelotas, Farroupilha, Millonarios da Colômbia, Villa Nova (onde foi vice-campeão mineiro em 1997), Inter de Santa Maria (onde foi artilheiro do Campeonato Gaúcho de 1998), São José de Porto Alegre, Guarani-SP e Joinville-SC.
Em 2000, Badico chegou a atuar por quatro clubes: Santo Ângelo, Juventude-MT, Esporte Clube Palmeirense (Rio Grande do Sul) e ABC de Natal. Seu último clube foi o Cachoeira, em 2001.

## Artilharias
Cruzeiro de Santiago
- Campeonato Gaúcho da Segunda Divisão: 1989 (24 gols).

Inter-SM
- Campeonato Gaúcho: 1998 (17 gols).